# Desarrollo del pico en las aves
El pico es de los rasgos más característicos de las aves y ya que presenta variaciones morfológicas sin precedentes en la naturaleza. Tiene gran influencia en aspectos de la historia natural de estos animales, tales como: la dieta, las técnicas de alimentación y las vocalizaciones entre otros. Sin embargo, detrás de toda esta variación morfológica se encuentran los mismos mecanismos ontogénicos pero regulados diferencialmente lo que permite alcanzar dicha variación. Dentro de las moléculas encargadas del desarrollo del pico se encuentran Fgf8 que es un factor de crecimiento del fibroblasto, BMP4 que es una proteína de morfogénesis del hueso, su proteína antagónica Noggin, la vitamina A o ácido retinóico entre otros. Recientemente se ha reportado una ruta de señalización mediada por el Ca+ que puede estar interviniendo en la morfogénesis del pico: Calmodulina.

## Caracterización Embrionaria del Pico
El pico, al igual que la mayoría de estructuras craneales de vertebrados, es derivado del mesénquima de la cresta neural y sus células migrantes. Dichas células son altamente dependientes de las interacciones epiteliales-mesenquimales. Por ende también cuentan con una altísima plasticidad durante el desarrollo que puede ser influenciada por factores ambientales o extrínsecos.
Particularmente en aves existen dos dominios en los que recae el desarrollo facial: El proceso frontonasal (FNP) que da origen a la parte superior del pico; y el primordio manibular del epitelio (MNP) que origina la parte inferior del pico.

## Rol de los Genes Shh y Fgf8
Los genes SHH yFGF8 actúan sinergísticamente en la formación de cartílago en el pico durante el desarrollo embrionario. Recientes estudios han demostrado que los transcritos del gen Shh en el FNP se encuentran restringidos a la región ventral de pico. Mientras que los transcritos del gen FGF8 están restringidos a la parte superior del pico. El estudio referenciado anteriormente evaluó la formación del cráneo (condrogénesis) luego de expresar independientemente cada gen, y los resultados fueron porcentajes muy bajos de condrogénesis. En cambio, cuando se expresaban ambos genes, la condrogénesis aumentaba casi en un 90%.Así que se puede decir que estas dos áreas de expresión son mutuamente excluyentes pero actúan sinergísticamente. Este hallazgo llevó al establecimiento de la barrera Shh/Fgfg8 que equivale al eje que divide la parte ventral y dorsal del pico.

## Rol de las Proteínas BMP4 y Noggin
BMP4 es una proteína que interviene en la osteogénesis y se han reportado altos niveles de expresión durante la formación de picos especialmente anchos y robustos aunque dependiendo de dónde y cuándo se exprese. Por ende, una sobrexpresión de la proteína BMP4 generará picos excesivamente gruesos y anchos. Por otro lado la proteína Noggin es antagonista de BMP4, así que esta proteína es característica de picos muy delgados y cortos ya que reduce la proliferación celular. Debido a esto, se propone que en las diferentes prominencias del pico debe haber diferentes tasas de expresión BMP4/Noggin para poder regular adecuadamente la formación del pico.

## Ruta de la Calmodulina
La molécula de calmodulina (CaM) que interviene en la señalización por Ca2+ se expresa en altos niveles cuando se generan picos largos y puntudos. Algunos estudios en pinzones de Darwin han tratado de encontrar, por medio de hibridación in situ, genes candidatos que ayuden a entender las bases genéticas de la formación del pico. Este estudio demostró que al modificar la cascada de señalización dependiente de CAM, la longitud y el ancho del pico cambiaban radicalmente. Especialmente cuando el pico era notablemente delgado y largo, había altos niveles de expresión de CAM y que estos iban disminuyendo conforme el pico se iba ensanchando. Estos resultados, junto con otros métodos genómicos sugieren una fuerte correlación entre la expresión de CAM y una morfología determinada del pico.